# Avonturenspel

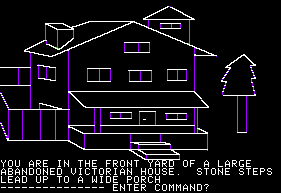
Mystery House, een vroeg adventurespel uit 1980

Een avonturenspel is een computerspelgenre waarbij de speler een persoon bestuurt, locaties bezoekt en voorwerpen manipuleert. Hoofdzaak bij dit type computerspel is niet het hebben van een snel reactievermogen, maar het kunnen oplossen van problemen waarvoor juist vaak de tijd genomen kan worden.
De eerste adventures bestonden volledig uit tekst en worden tekstadventures (of interactieve fictie) genoemd. Bekende tekstadventures zijn onder andere ADVENT (de allereerste), de adventures van Scott Adams (onder andere Adventureland) en die van Infocom (onder andere Zork).

## Voorbeelden
Bekende grafische adventures, waarbij de nadruk meer ligt op een visuele representatie van de spelwereld, zijn de titels van:
| Maker               | Spellen                                                                                     |
| ------------------- | ------------------------------------------------------------------------------------------- |
| Cyan Worlds         | Myst, Riven                                                                                 |
| Sierra online       | King's Quest, Leisure Suit Larry, Space Quest, Gabriel Knight                               |
| LucasArts           | Maniac Mansion, Zak McKracken and the Alien Mindbenders, Monkey Island, Grim Fandango       |
| Telltale Games      | Monkey Island, Sam & Max, Wallace & Gromit's Grand Adventures, Back to the Future: The Game |
| Revolution Software | Broken Sword                                                                                |
| Funcom              | The Longest Journey                                                                         |